# Alberto Núñez Feijóo
Alberto Núñez Feijóo (pron galiziana: [aːlˈβeɾtʊ ˈnuɲeθ fejˈʃɔ], spagnola: [alˈβeɾto ˈnuɲeθ fejˈxo]; Ourense, 10 settembre 1961) è un politico spagnolo, attuale Presidente del Partito Popolare e deputato, ex-Presidente del governo regionale della Galizia dal 2009 al 2022 e senatore dal 2022 al 2023.

## Biografia
Laureato in giurisprudenza all'Università di Santiago di Compostela. Nel 1992 inizia la carriera politica come segretario generale dell'assessorato alla Salute nella giunta regionale della Galizia.
Nel 1996 si è trasferito a Madrid per far parte del governo di José María Aznar, nominato segretario generale dell'assistenza sanitaria presso il Ministero della salute. Nel 2000 è nominato presidente della Sociedad Estatal Correos y Telégrafos, le Poste spagnole, fino al 2003.
Diviene vicepresidente della Giunta della Galizia, guidata da Manuel Fraga Iribarne, dal 2004 al 2005. Nel 2005 è eletto nel parlamento regionale della Galizia. Divenuto nel 2006 presidente del Partito Popolare della Galizia, ha portato questo alla vittoria delle elezioni regionali del 2009, raggiungendo la maggioranza assoluta. Il Parlamento della Galizia lo ha eletto presidente della Giunta, con insediamento il 18 aprile dello stesso anno. È stato riconfermato come presidente nel 2012, nel 2016 e nel 2020.
Il 2 aprile 2022 viene eletto presidente del PP. In maggio dello stesso anno è senatore alle Cortes, dimettendosi da presidente della Galizia. Nel luglio 2023 è candidato alla presidenza del governo per il suo partito alle elezioni generali dove porta il PP primo partito, con la maggioranza relativa dei voti.
Il 22 agosto 2023, al termine delle consultazioni conseguenti le elezioni del 2023, è stato incaricato di formare il nuovo Governo dal Re Felipe VI, nonostante al suo schieramento (PP, VOX e altri partiti minori) manchino 4 seggi per ottenere la maggioranza assoluta al Congresso dei Deputati.
Il successivo 29 settembre si è visto negare la fiducia da parte del Congresso dei Deputati, fallendo così nel suo tentativo di formare un governo.